# Концлагерь Ганновер-Мисбург
Концлагерь Ганновер-Мисбург (нем. KZ-Außenlager Hannover-Misburg) — концентрационный лагерь, располагавшийся в Мисбурге (в настоящее время - район города Ганновер в Нижней Саксонии в Германии). Лагерь был построен как филиал (нем. KZ-Außenlager) лагеря Нойенгамме и являлся одним из 7 концентрационных лагерей Ганновера в период Третьего рейха.
В лагере содержалось от 1000 до 1200 заключенных, преимущественно из СССР, Польши и Франции. Небольшое число узников также происходило из Нидерландов и Бельгии.

## История
Завод Дойраг-Нераг (нем. Deurag-Nerag) в Мисбурге во время Второй мировой войны был одним из важнейших поставщиков масла для двигателей самолетов, а также производителем бензина. Как следствие, завод был одной из целей авиации антигитлеровской коалиции и 18 и 20 июня 1944 года подвергся разрушительным бомбардировкам. 23 июня в город прибыл Эдмунд Гайленберг (нем. Edmund Geilenberg), назначенный Адольфом Гитлером ответственным за устранение последствий. С руководством завода была достигнута договоренность использовать для этого труд заключенных концлагерей.
26 июня 1944 года в Мисбург поступили первые заключенные, которые были задействованы в постройке бараков концлагеря, а также в устранении последствий авиаударов.
В начале ноября 1944 года от 600 до 800 узников были отправлены в лагерь Нойенгамме по причине потери трудоспособности .
6 апреля 1945 года при наступлении союзных войск началась эвакуация всех концлагерей Ганновера. 600 заключенных из Мисбурга были отправлены Маршем смерти в лагерь Берген-Бельзен (нем. KZ Bergen-Belsen). Выжившие достигли концлагеря 8 апреля. Заключенные, которые были не в состоянии участвовать в марше, были доставлены в Берген-Бельзен 8 апреля на грузовиках. 15 апреля Берген-Бельзен был освобожден британскими войсками.

## Условия содержания
Изначально лагерь представлял из себя четыре армейские палатки, полевую кухню и туалеты под открытым небом. Лишь в конце сентября 1944 года началось строительство деревянных бараков, завершившееся в декабре того же года. Однако многим заключенным пришлось, как и прежде, проживать в палатках, которые часто разрушало взрывной волной от бомбардировок.
Узники также страдали от недостаточного питания и травмоопасного и вредного труда. Рабочая неделя составляла 67 часов.
С июня 1944 года по апрель 1945 года было официально зафиксировано 55 смертей заключенных, однако данные не подтверждены, и фактическое число жертв могло быть намного больше.

## Память
В 1975 году на месте лагеря была установлена бронзовая памятная плита. С 1989 года на территории также установлен каменный мемориал авторства скульптора Эжена Доденя. На кладбище Мисбурге в 1979 году была установлена табличка в память о страданиях узников концлагерей.

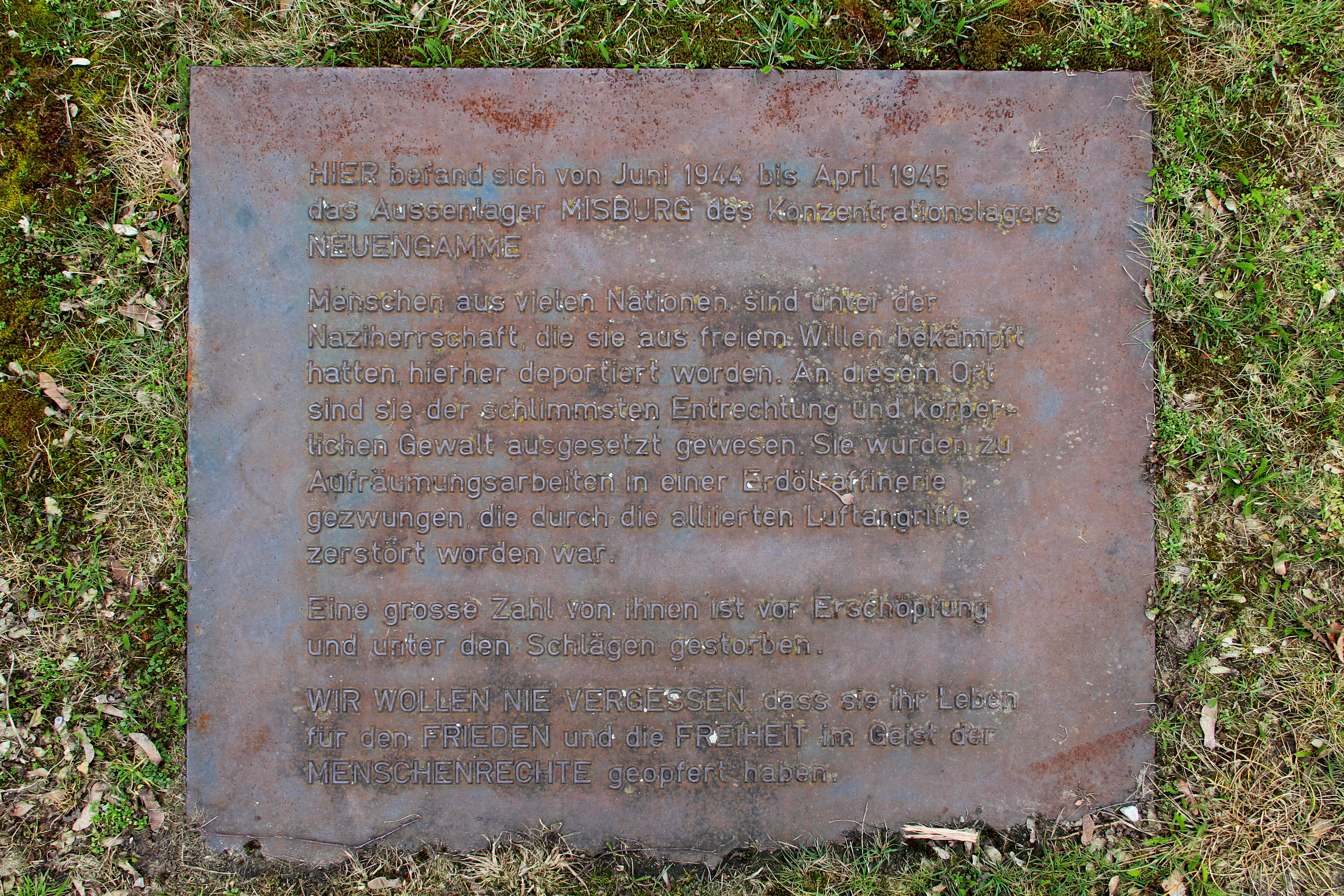
Памятная табличка
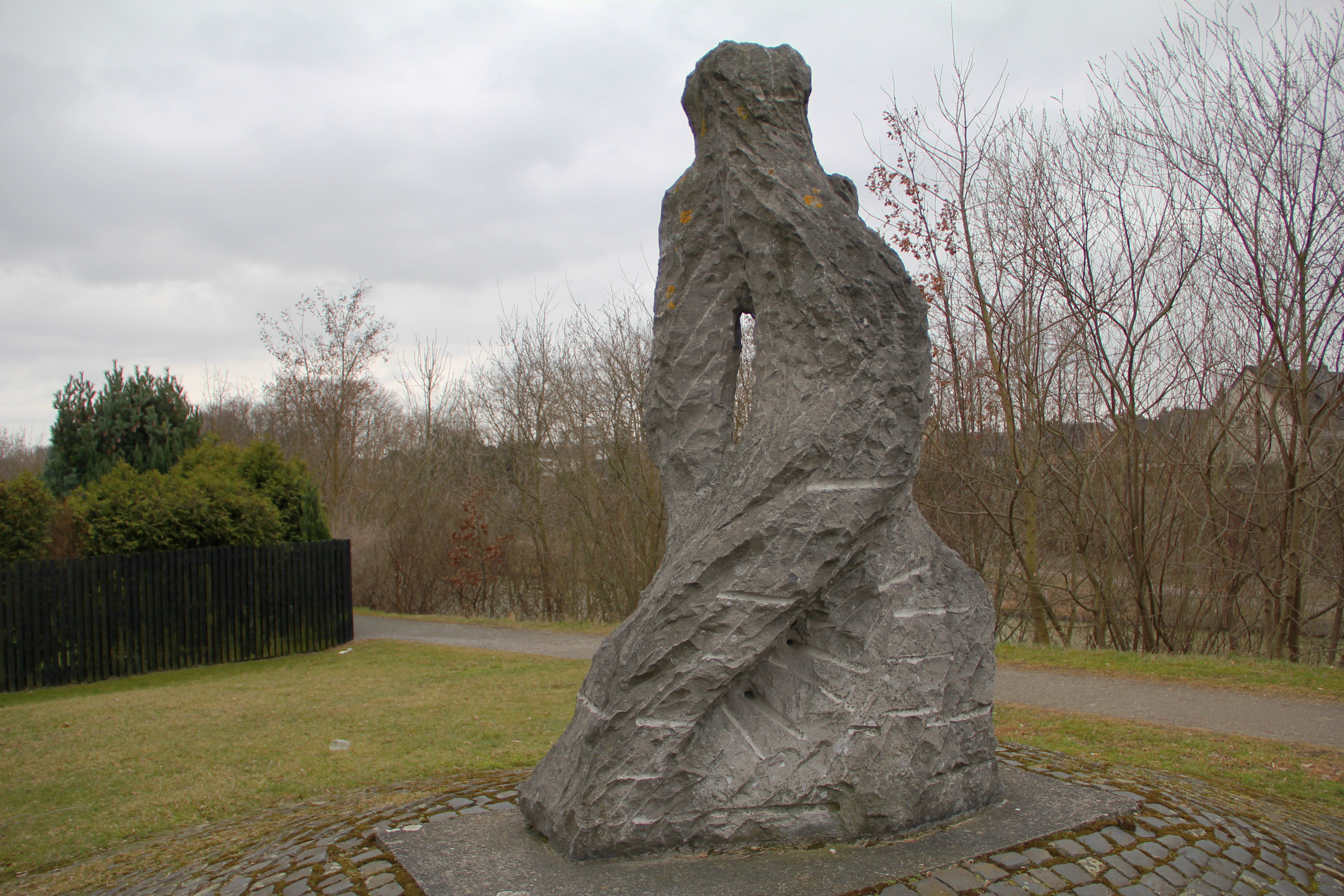
Мемориал авторства Эжена Доденя
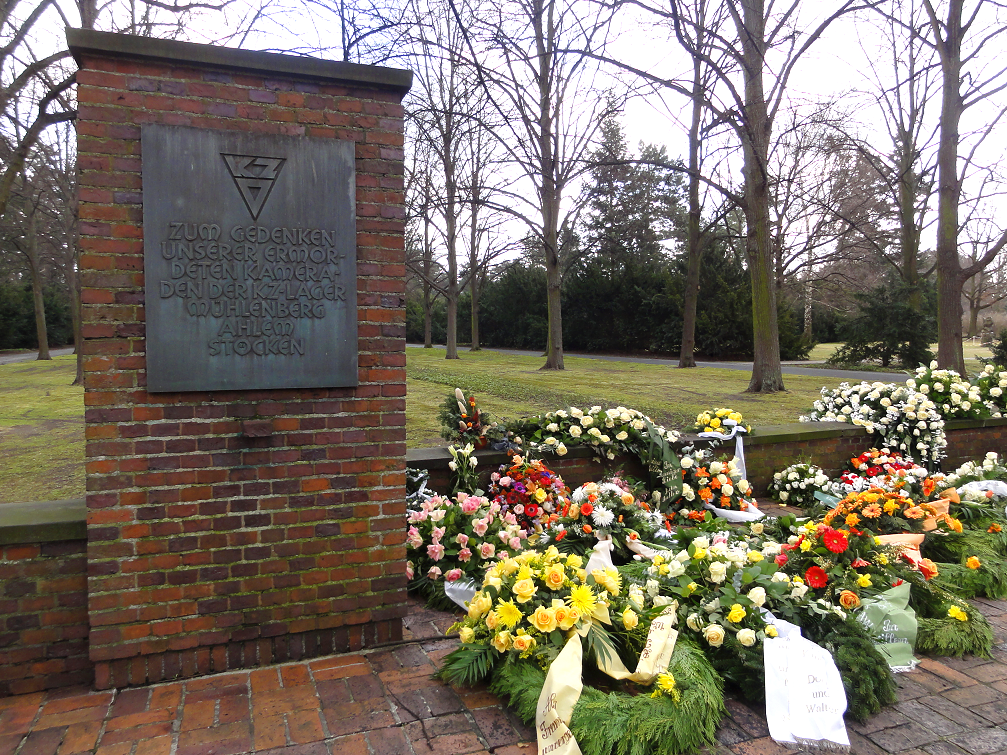
Памятная табличка на кладбище